# Джек (рід птахів)
Джек (Chlamydotis) — рід птахів родини дрохвових (Otidae). Об'єднує два види, поширених в смузі пустель і напівпустель Старого Світу від Канарських островів і Північної Африки на схід до Монголії і західного Китаю (Сінцзян). Це птахи з сильними ногами, добре приспособленими для швидкого тривалого бігу. Самці і самиці мають подовжене пір'я на голові і передній частині шиї. У ранніх класифікаціях обидва види об'єднувалися в один з назвою Chlamydotis undulata.

## Види
- Chlamydotis undulata (джек) — Північна Африка, один підвид на Канарських островах.
- Chlamydotis macqueenii  — від дельти Нілу до Пакистану та Монголії.